# Jacek Starzeński
Jacek Starzeński herbu Lis (ur. 1756 w Połocku, zm. 24 października 1816 w Zabiałach), prowincjał dominikanów litewskich, dominikanin od 1774, doktor teologii. Syn Józefa Nikodema.